# Wallentinyi Samu (irodalomtörténész)
Wallentinyi Samu (Egyházasdengeleg, 1875. – Tőketerebes, 1930. június 15.) eperjesi gimnáziumi tanár, irodalomtörténész.

## Élete
Szülei Wallentinyi Samu és Mikula Klementin. Testvére Wallentinyi Dezső rimaszombati tanár, unokaöccse Győry Dezső költő, író.
1899-ben magyar–latin szakos tanári vizsgát tett Budapesten. 1900-tól haláláig az eperjesi főgimnázium tanára és a helyi Széchenyi-kör titkára volt. 1926-ban ünnepelték negyedszázados tanári jubileumát. A helyi társadalmi élet egyik vezető alakja, többek között Petőfi ünnepséget is szervezett. Eperjesen temették el.
1902-től az eperjesi Széchenyi-kör Évkönyvét szerkesztette. A csehszlovák államfordulat után főleg a Prágai Magyar Hírlapban közölte cikkeit és kritikáit.
Fia László huszárfőhadnagy 1927-ben fiatalon hunyt el.
Tanítványai voltak többek között György Samu, Neumann Ernő és Sebesi Ernő.

## Művei
- 1908 Tompa vallásos költészete. In: Beőthy-Emlékkönyv.
- 1898 Sárosy Gyula élete. Budapest. (Különnyomat Ország-Világ)

Szerkesztette a budapesti kir. m. bölcsészethallgatók segítőegyesületének Évkönyvét (mint a kör elnöke) az 1897–98. évről. Budapest, 1898.
Halála után Sebesi Ernő adta ki gyűjteményes kötetben korábbi kiadatlan kéziratait.